# Iring Grailer
Iring Grailer (* 14. Juli 1888 in Nötsch, Kärnten als Jakob Grailer; † 17. September 1979 in Graz) war ein österreichischer Beamter und Politiker der Großdeutschen Volkspartei (GdP) und der Vaterländischen Front (VF).

## Ausbildung und Beruf
Nach dem Besuch der Volksschule ging Jakob Grailer in Gymnasien in Klagenfurt, Villach, Görz, Graz, wo er der pennalen Burschenschaft Vandalia beitrat, und Bozen. Danach absolvierte er das Studium der Rechte und der Nationalökonomie an der Deutschen Universität Prag sowie an den Universitäten Wien und Graz. 1910 trat er in den Verwaltungsdienst der Staatsbahndirektion Villach ein und war ab 1912 an verschiedenen Dienstorten für den Verkehrsdienst der Staatsbahnen tätig. 1918 wurde er Vorsitzender der alpenländischen Geschäftsstelle des deutsch-österreichischen Eisenbahnbeamtenvereins. 1920 wurde er als Vertreter der Eisenbahner Mitglied der Arbeiterkammer. 1922 trat er der Großdeutschen Volkspartei bei. Seiner deutschnationalen Gesinnung verlieh er durch die Änderung seines Vornamens auf Iring Ausdruck. Er war Mitglied im Deutschen Schulverein Südmark und ab 1924 Ehrenobmann der deutschen Verkehrsgewerkschaft.
Von 20. November 1923 bis 1. Oktober 1930 saß Grailer als Mandatar der GdP im Nationalrat (II. und III. Gesetzgebungsperiode). Trotz erfolgreicher Wiederwahl 1930 legte er im Dezember 1930 wegen nationalsozialistischer Unterwanderung seines Wahlkreises sein Mandat zurück und trat aus der Partei aus. Anschließend arbeitete er wieder im Verwaltungsdienst der Bundesbahnen (ÖBB). Er war befreundet mit den ÖBB-Generaldirektoren Anton Schöpfer und Franz Georg Strafella. Letzterer übertrug ihm 1930 die Leitung des „Studienbüros für personalwirtschaftliche Maßnahmen der ÖBB“. Im darauffolgenden Jahr wurde er dem Organisationsdepartment der Generaldirektion der ÖBB zugeteilt. Von 1932 bis 1937 leitete er die Auslands- und Organisationsabteilung. Zugleich war er Vorsitzender des Verwaltungsausschusses des Vereins mitteleuropäischer Eisenbahnverwaltungen. 1934 wurde zum Geschäftsführer der Bundesbahnen-Kraftwagenbetriebe GmbH ernannt. Ab 20. Juni 1936 vertrat er als Nachfolger von Strafella die ÖBB im Bundeswirtschaftsrat. Mit 8. Oktober 1937 wurde er Sektionschef im Bundesministerium für Handel und Verkehr, wo er die staatlichen Kraftfahrbetriebe koordinieren sollte.
Nach dem „Anschluss Österreichs“ an den NS-Staat wurde er seiner Funktionen enthoben und für kurze Zeit verhaftet. Auf Basis des Gesetzes zur Wiederherstellung des Berufsbeamtentums wurde er wegen „politischer Unzuverlässigkeit“ des Dienstes enthoben. Dank der Unterstützung von Reichspostminister Wilhelm Ohnesorge konnte er ab November 1939 wieder seinem Beruf nachgehen. Dabei arbeitete er nun in Erfurt, ab 1942 als Vizepräsident der Reichspostdirektion Köln, ab 1943 im Reichspostministerium in Berlin. Einer Versetzung nach Wien widersetzte sich die Wiener Gauleitung entschieden, ebenso wurde sein Ansuchen um Aufnahme in der NSDAP abgelehnt.
Im Mai 1945 beauftragten ihn der neue Berliner Magistrat und die britischen Militärbehörden mit der Leitung der Liquidation des Reichspostministeriums, des Reichspostzentralamtes und der Forschungsanstalt der Reichsdruckerei.
Nach Österreich zurückgekehrt trat er als Sektionschef in das Staatsamt für Vermögenssicherung und Wirtschaftsplanung ein. Am 18. März 1946 wurde er vom Ministerratskomitee „zur Säuberung der höchsten Staats- und Wirtschaftsstellen von Nazielementen“ des Dienstes enthoben. Da die Nachforschungen keine NSDAP-Mitgliedschaft ergeben hatten, wurde diese Verfügung am 25. Oktober 1946 wieder außer Kraft gesetzt.
1948 wurde er Ersparungskommissär im Bundesministerium für Vermögenssicherung und Wirtschaftsplanung.
Grailer war Autor zahlreicher Schriften über das Eisenbahn- und Postwesen.